# گوستاو دوره
پل گوستاو دوره (به فرانسوی: Paul Gustave Doré) (زاده ۶ ژانویه ۱۸۳۲ – درگذشته ۲۳ ژانویه ۱۸۸۳) نقاش فرانسوی بود. او نقاشی برای کتاب‌های مصور را در پاریس آغاز کرد. کشیدن تصویر برای مجموعه داستان کلاغ اثر ادگار آلن پو، بهشت گمشده اثر جان میلتون، کمدی الهی اثر دانته، دن کیشوت اثر سروانتس و تهیه یک انجیل مصور انگلیسی در سال ۱۸۶۶ از مهم‌ترین آثار او هستند.

## زندگی
پل گوستاو دوره در ۶ ژانویه ۱۸۳۲ میلادی در شهر استراسبورگ فرانسه زاده شد. نخستین آثار تصویرسازی او در سن پانزده سالگی به چاپ رسید؛ ولی استعداد و مهارت‌های هنری او از سال‌های قبل خود را آشکار ساخته بود. هنگامی که تنها پنج سال داشت با طنزپردازی‌هایی که فراتر از سن او بودند اطرافیان را متعجب می‌کرد. از سن هفت سالگی او آغاز به کنده‌کاری بر روی گچ کرد و وقایع روزمرهٔ زندگی خود را به تصویر کشید. در دوازده سالگی سالگی گوستاو دوره با تصاویر طنز (کاریکاتور) صحنه‌های تئاتری را که به دیدن آن می‌رفت می‌کشید و دو سال بعد نخستین آلبوم طراحی‌های خود را منتشر کرد.
در سال ۱۸۴۷ با دو طراحی خود در نمایشگاهی شرکت کرد. در همان‌جا چارلز فیلبپن سردبیر مجله فرانسوی از او را برای کشیدن کاریکاتورهای مجله‌اش دعوت کرد. او در طی این دوران آموزش‌های دوران دبیرستان خود رادر مدرسهٔ شارلامنژ دنبال کرد و به مطالعه و کپی آثار نقاشی موزهٔ لوور و آثار چاپی کتابخانهٔ ملی پرداخت. آثار نقاشی و مجسمه‌های مذهبی خود را در نمایشگاه سال ۱۸۶۴ به نمایش گذاشت و در زمینهٔ کارهای کاریکاتور با تعدادی از مجلات فرانسوی همکاری کرد.
در سال ۱۸۵۳ او سفارش تصویرسازی آثار لرد بایرون را دریافت کرد.
این قرارداد موفقیت‌آمیز منجر به سفارش‌های بیشتری از سوی نویسندگان انگلیسی از جمله سفارش تصویرسازی کتب جدیدی از انجیل مقدس شد. چندین سال بعد او تصاویری را برای کتاب دن کیشوت سروانتس کشید. تصاویر شخصیت‌های شوالیه و ارباب آن سانچو پانزا (به انگلیسی Sancho Panza) بسیار معروف هستند و باعث تأثیرگذاری و جذب خوانندگان زیادی شدند و همچنین نمود فیزیکی آنان الهام بخش بسیاری از هنرمندان، کارگردانان تئاتر و فیلم بوده‌است. در این دوران او همچنین غراب (شعر پو) (به انگلیسیthe Raven) اثر ادگار آلن پو را تصویرسازی کرد که پاداش ۳۰۰۰۰ فرانکی را از سوی ناشر کتاب انتشارات هارپر (Harper and Brothers) برای او به ارمغان آورد.

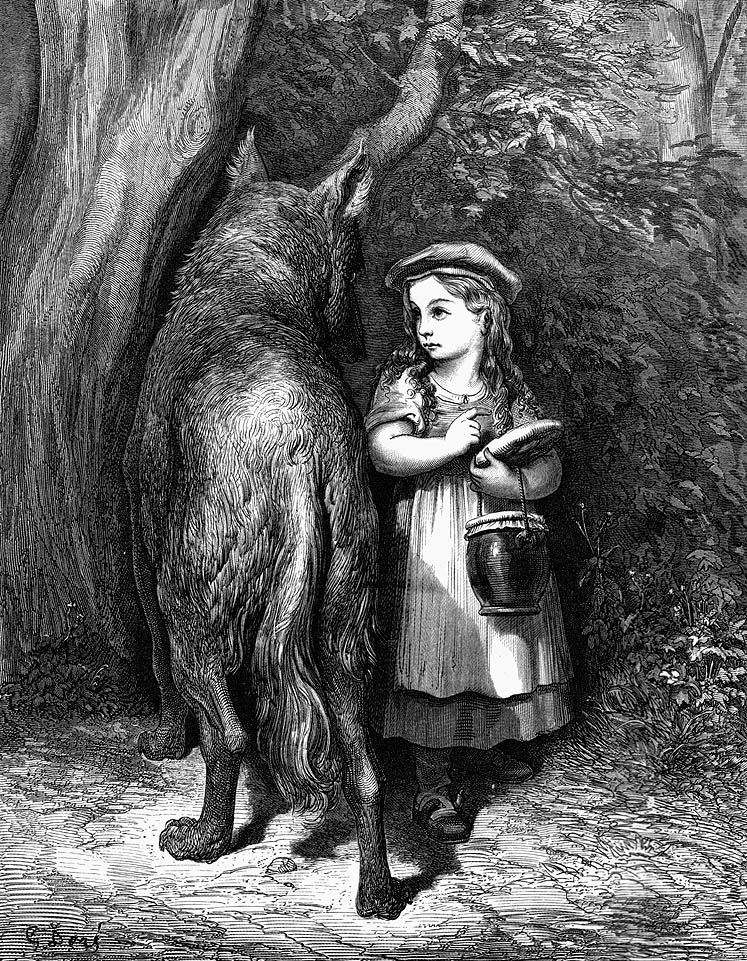
گوستاو دوره - شنل‌قرمزی

تصویرسازی‌های کتاب انجیل انگلیسی در سال ۱۸۶۶ برای او بسیار موفقیت‌آمیز بود. یک سال بعد او نمایشگاه بزرگی از کارهای‌اش در لندن ترتیب داد. این نمایشگاه منجر به تأسیس گالری گوستاو دوره در خیابان باند (به انگلیسی Bond street) لندن گردید.
در سال ۱۸۶۷ او افسانه‌های شارل پرو از جمله سیندرلا ،شنل‌قرمزی و زیبای خفته را مصورسازی کرد.Gustave Doré ' Once Upon a Canvas

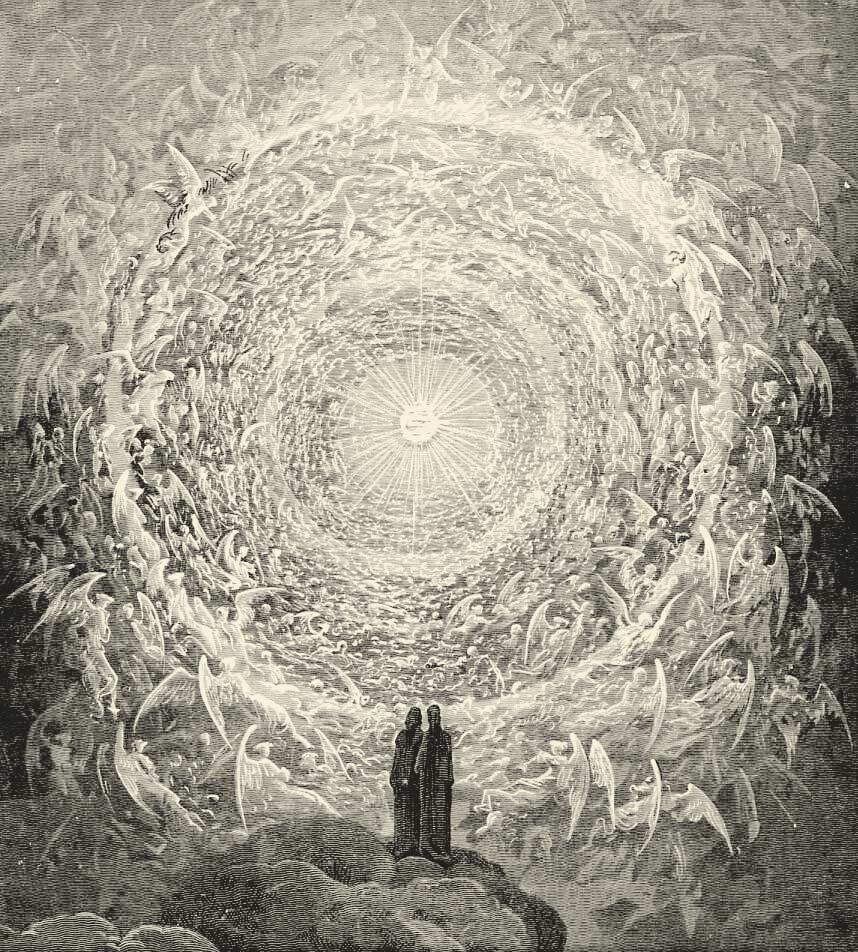
کمدی الهی دانته اثر گوستاو دوره

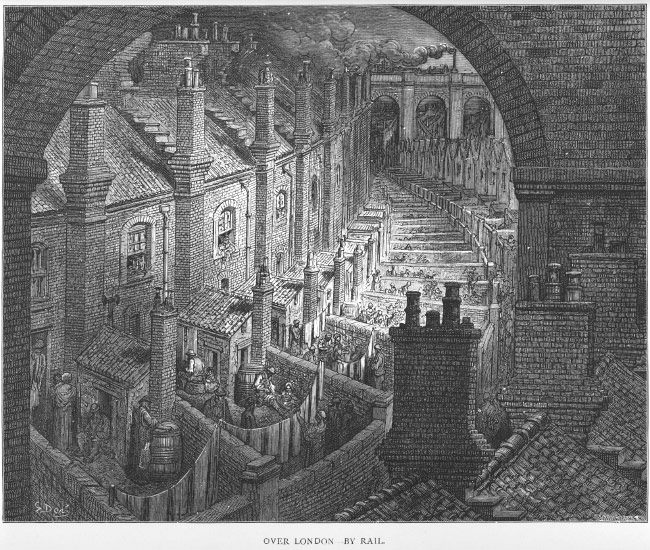
لندن :یک زائر ۱۸۷۲

در سال ۱۸۶۹ نویسنده و روزنامه‌نگار انگلیسی بلنچرد جرالد (به انگلیسی Blanchard Jerrold)فرزند داگلاس ویلیام جرالد (به انگلیسی Douglas William Jerrold) به او پیشنهاد کرد که با همکاری هم تصاویر جامعی از لندن را به تصویر بکشند. گوستاو دوره این پیشنهاد را پذیرفت و قرارداد پنج ساله‌ای را با ناشر (Grand and CO)منعقد کرد که او بر اساس آن می‌بایست سالیانه مبلغ ۱۰۰۰۰ پوند برای این پروژه دریافت کند و همچنین این قرارداد شامل اقامت سه‌ماهه در لندن نیز می‌شد. در نهایت کتاب تکمیل شده با عنوان: لندن :یک زائر (به انگلیسی London: A Pilgrimage)در سال ۱۸۷۲ به چاپ رسید که برای او موفقیت اقتصادی-اجتماعی زیادی به همراه داشت.
در کنار این موفقیت منتقدینی نیز بودند که به انتقاد از نقاشی‌های وی پرداختند. برخی از آنان معتقد بودند که او بی‌جهت تأکید خود را بر فقری گذاشته‌است که در گوشه‌کناره‌های خیابان‌های لندن به چشم می‌خورد. مجلهٔ Westminster Review در مقاله‌ای عنوان کرد که تصاویر لندن گوستاو دوره عرضه‌کنندهٔ متداول‌ترین، عامیانه‌ترین و ظاهربینانه‌ترین نمود لندن هستند. " ولی به هر روی این کتاب موفقیت زیادی را برایش چه از لحاظ مالی و چه از لحاظ دریافت سفارش‌های جدید از سوی ناشران و نویسندگان انگلیسی به همراه داشت.
از شاهکارهای تصویرسازی گوستاو دوره تصاویری است که برای کتاب کمدی الهی دانته کشیده‌است. تصاویری که صاحبنظران سبک دانته معتقدند با گذشت ۱۵۰ سال هنوز هم برداشتی امروزی داشته و همچنان ارزشمند هستند. کمدی الهی دانته، که جزء آثار نمادینه‌شده و به‌یادماندنی ادبیات ایتالیا محسوب می‌شود و دانته آن را در سال‌های بین ۲۱–۱۳۰۸ میلادی نگاشته‌است، با روایتی افسانه وار تئوری قرون وسطایی پذیرش باور دینی دنیای باقی را می‌نمایاند و شامل سه بخش دوزخ، برزخ و بهشت است. با نگاهی اجمالی، این مجموعهٔ اشعار سفر دانته به دوزخ، برزخ و بهشت را بازگو می‌کنند ولی در حقیقت دانته در نظر دارد سفر روحی و نزدیکی انسان بسوی خدا را بیان کند.
هرچند علاقهٔ فرانسوی‌ها به اثر کمدی الهی دانته تنها مختص بخش‌های پائولو و فرانچسکا بود ولی در سده ۱۹-م این علاقه‌مندی بسط یافت و منجر به ترجمه‌های متعددی به زبان فرانسه، نقدهای چاپ‌شده در روزنامه‌ها و مجلات و خلق بیش از ۲۰۰ اثر نقاشی و مجسمه در بین سال‌های ۱۸۰۰–۱۹۲۰ گردید.
گوستاو دوره خلق تصاویر کمدی الهی دانته را از بخش دوزخ (به انگلیسی inferno)آغاز کرده‌است. تعداد ۲۰۰ اثر تصویرسازی که هر کدام شاهکاری مختص به خود محسوب می‌شود در کتاب‌های متعددی با ترجمه‌هایی به زبان‌های رایج چاپ شده‌اند. تصاویر او با شخصیت‌پردازی میکل‌آنژ گونه و ادغام آن با سبک سنتی منظره‌سازی شمال اروپا و کشیدن عناصری از فرهنگ مرسوم، اوج زیبایی و موفقیت کارهای او را نمایان و انطباق عالی مهارت‌ها، ذهن‌گرایی و تجسم قوی متن دانته را متجلی می‌سازند. منتقدی در سال ۱۸۶۱ در مورد این تصاویر چنین نوشته‌است: ما می‌پذیریم که درک و برداشت از یک منبع الهام گرفته‌اند. گویی دانته و گوستاو دوره با گفتگوهای اسرارآمیز و موقر با هم در ارتباط بوده، دوزخ را با روح خود درنوردیده و با تمامی وجود آن را کاوش کرده‌اند.The World of Dante
گوستاو دوره هیچ‌گاه ازدواج نکرد و بعد از مرگ پدرش در سال ۱۸۴۹ در خانهٔ پدری همراه با مادرش زیست و به تصویرسازی‌های کتب تا زمان مرگ‌اش در پاریس ادامه داد. در سال ۱۸۶۱ دولت فرانسه به او نشان لژیون دونور (به فرانسوی: Ordre national de la Légion d'honneur)را اعطا نمود.

## نگارخانه

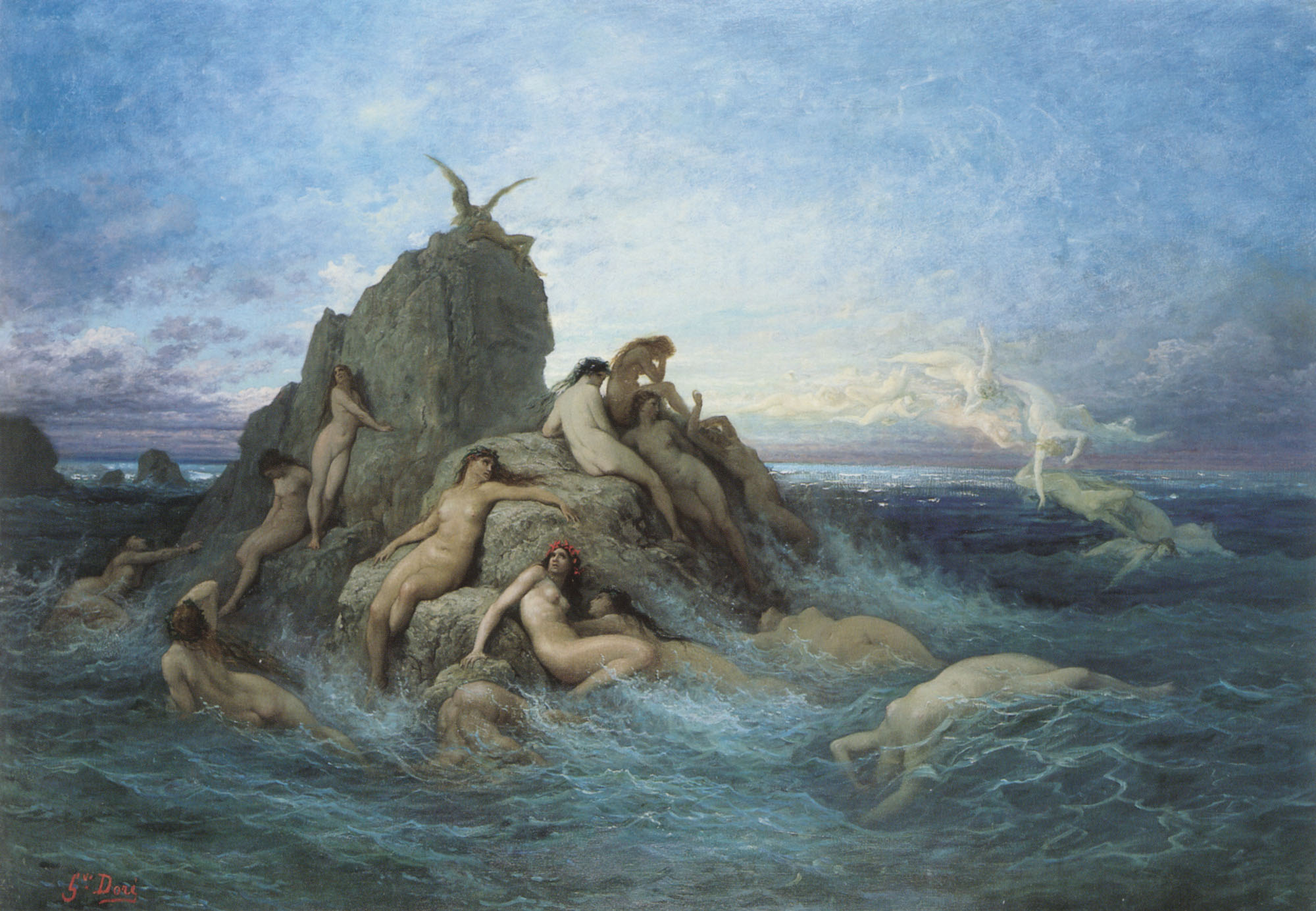
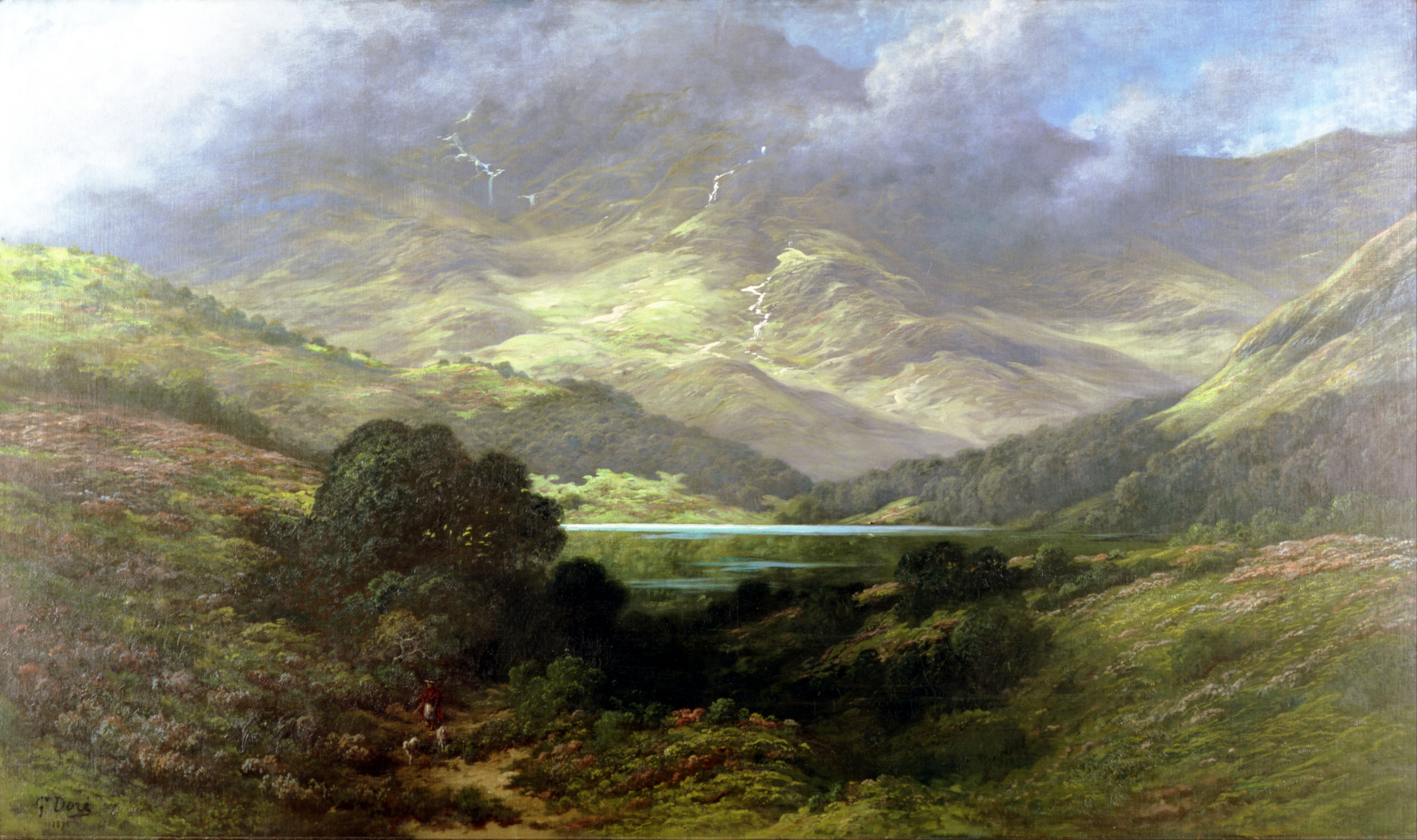
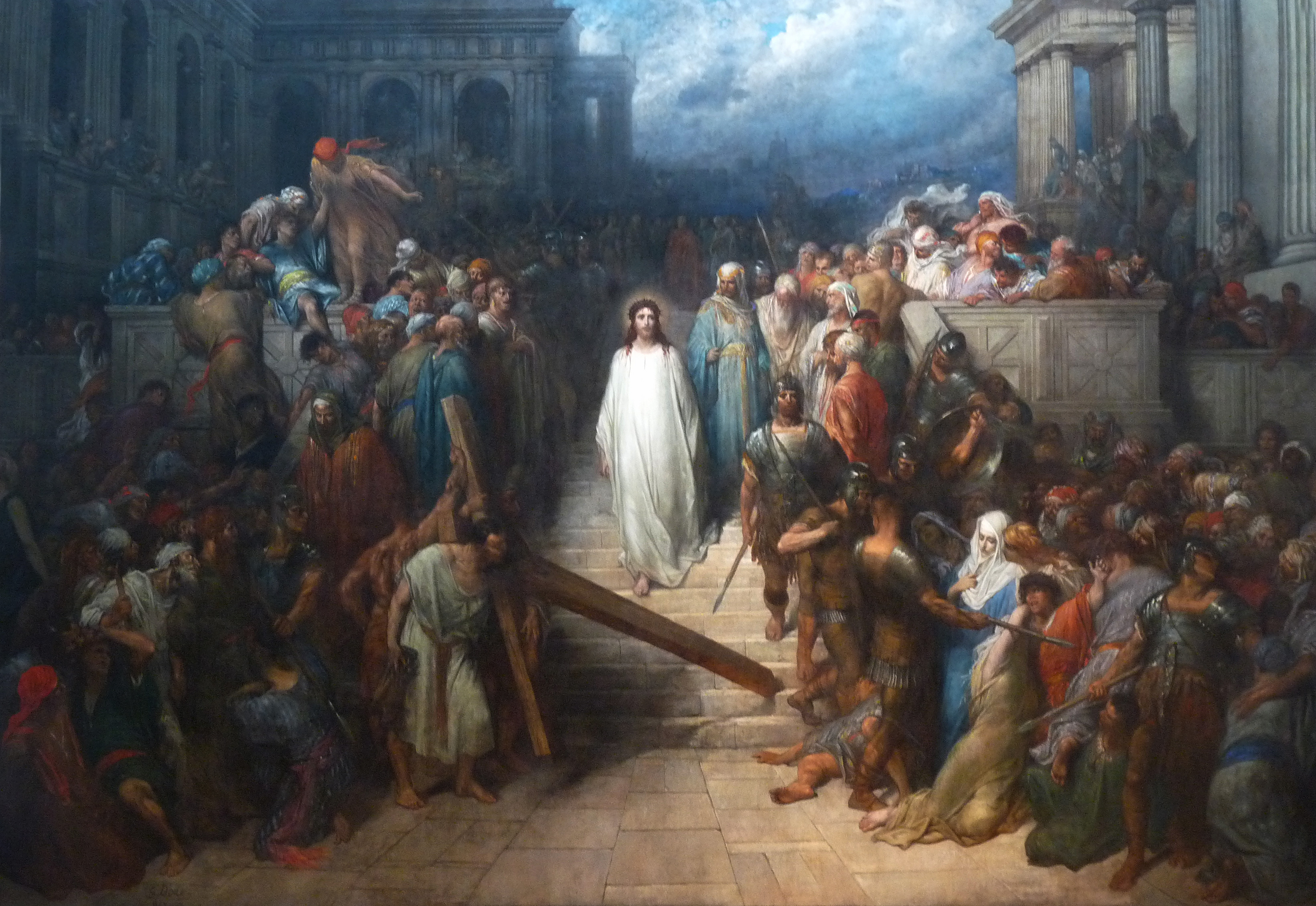
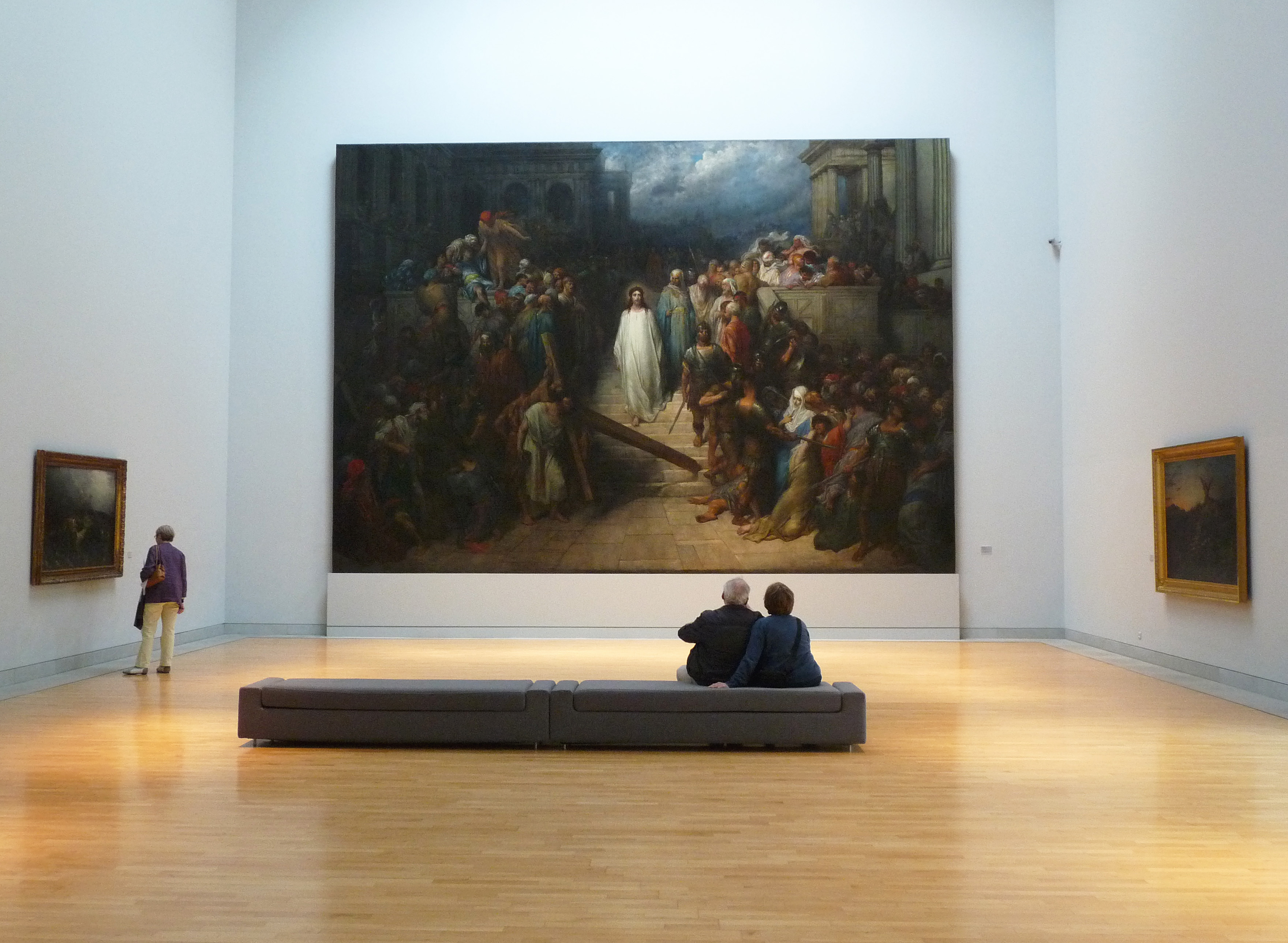
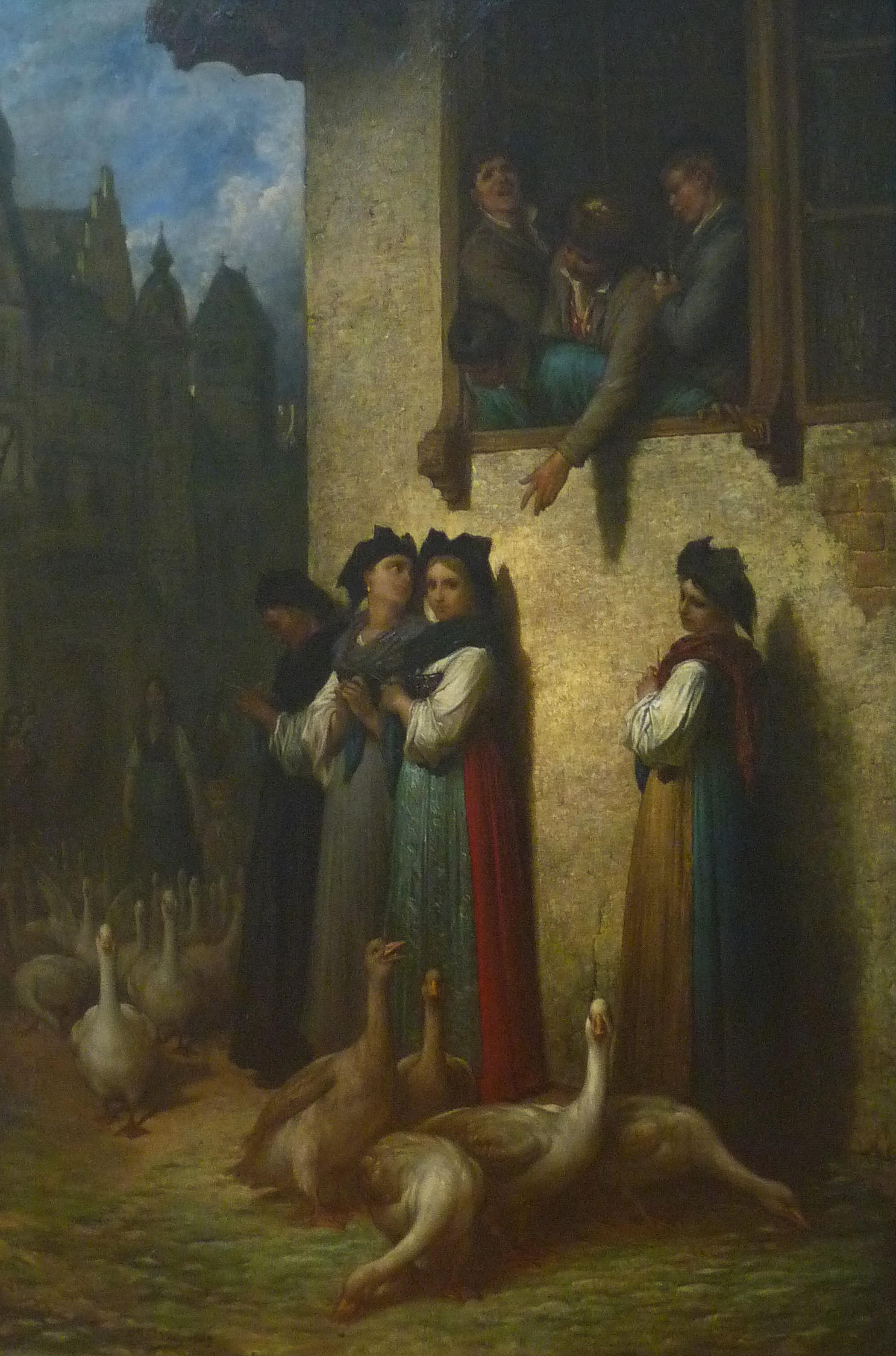
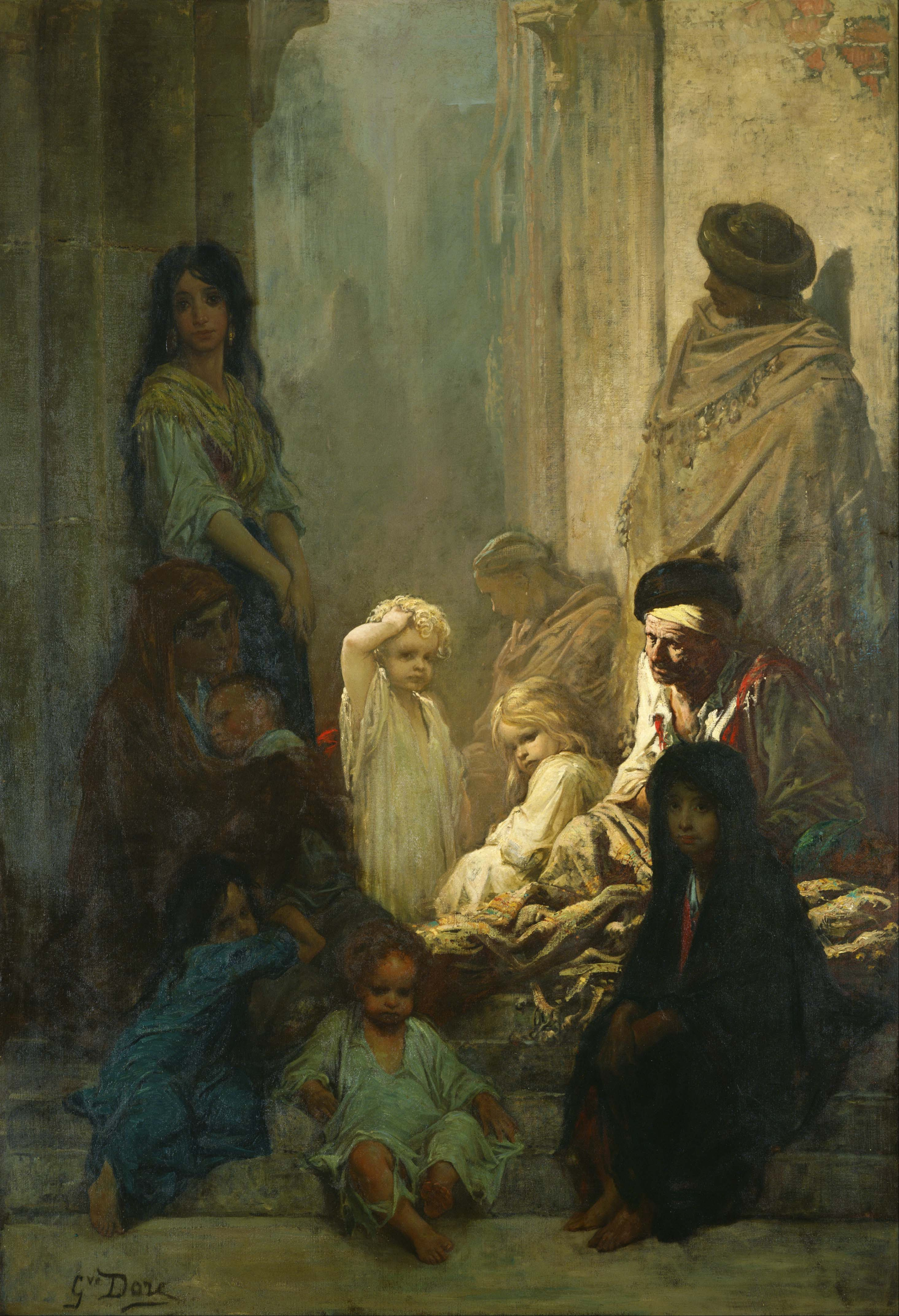
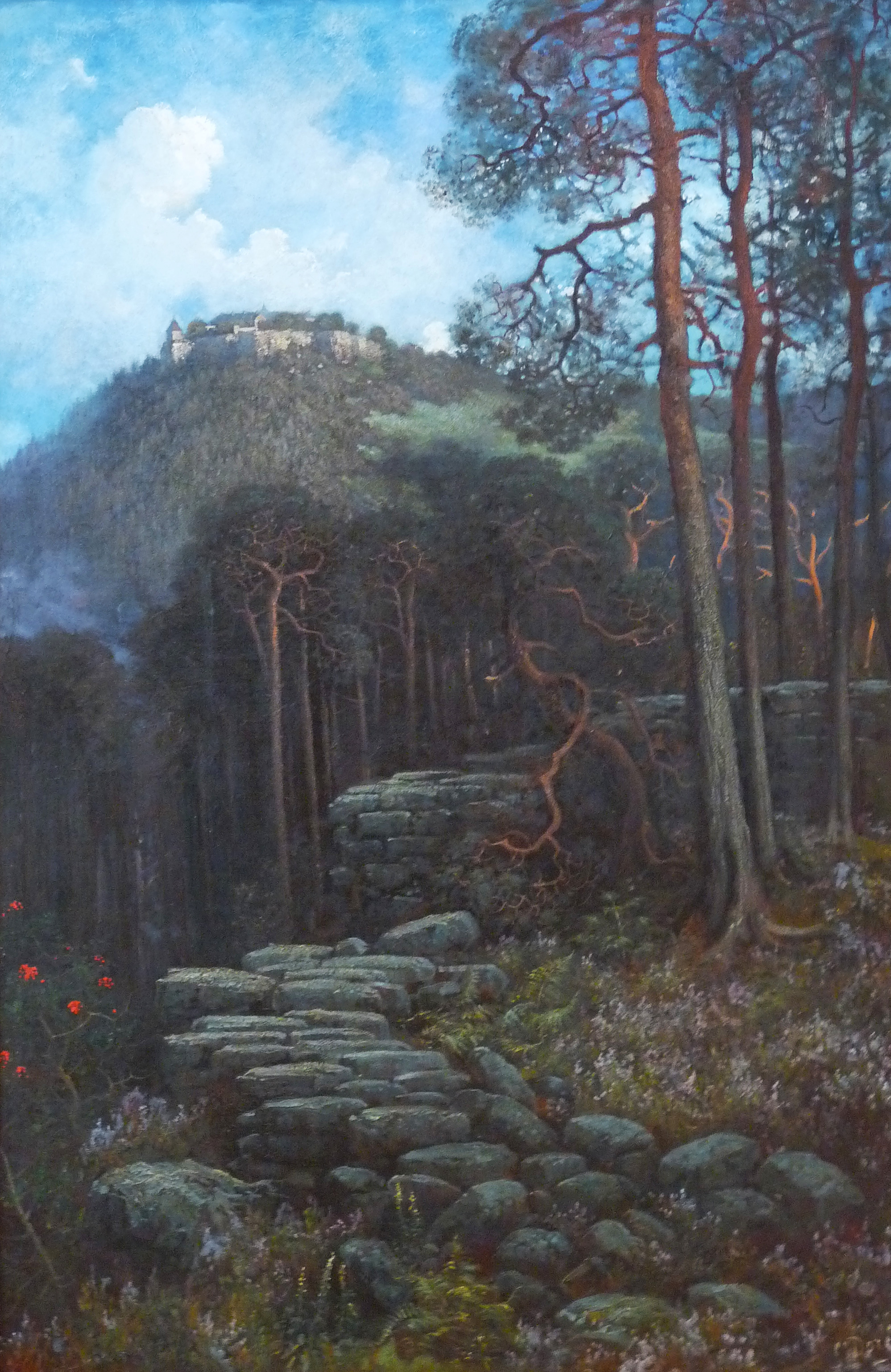
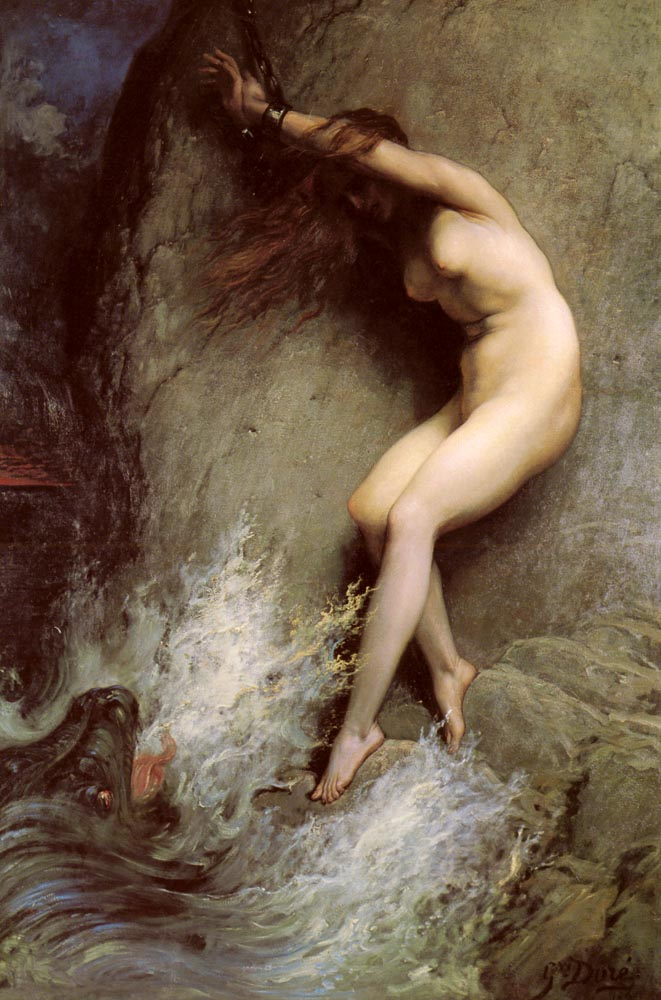
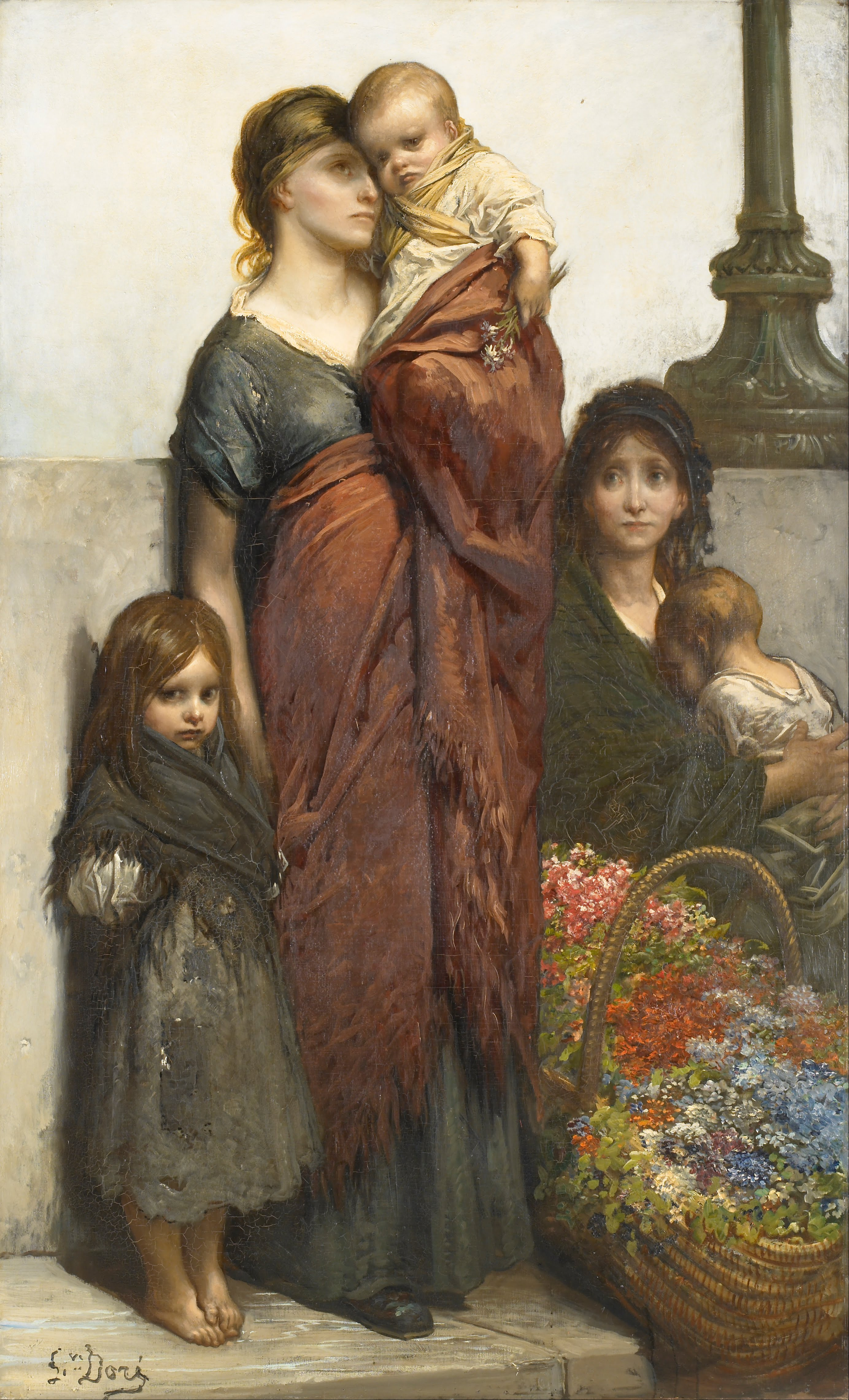
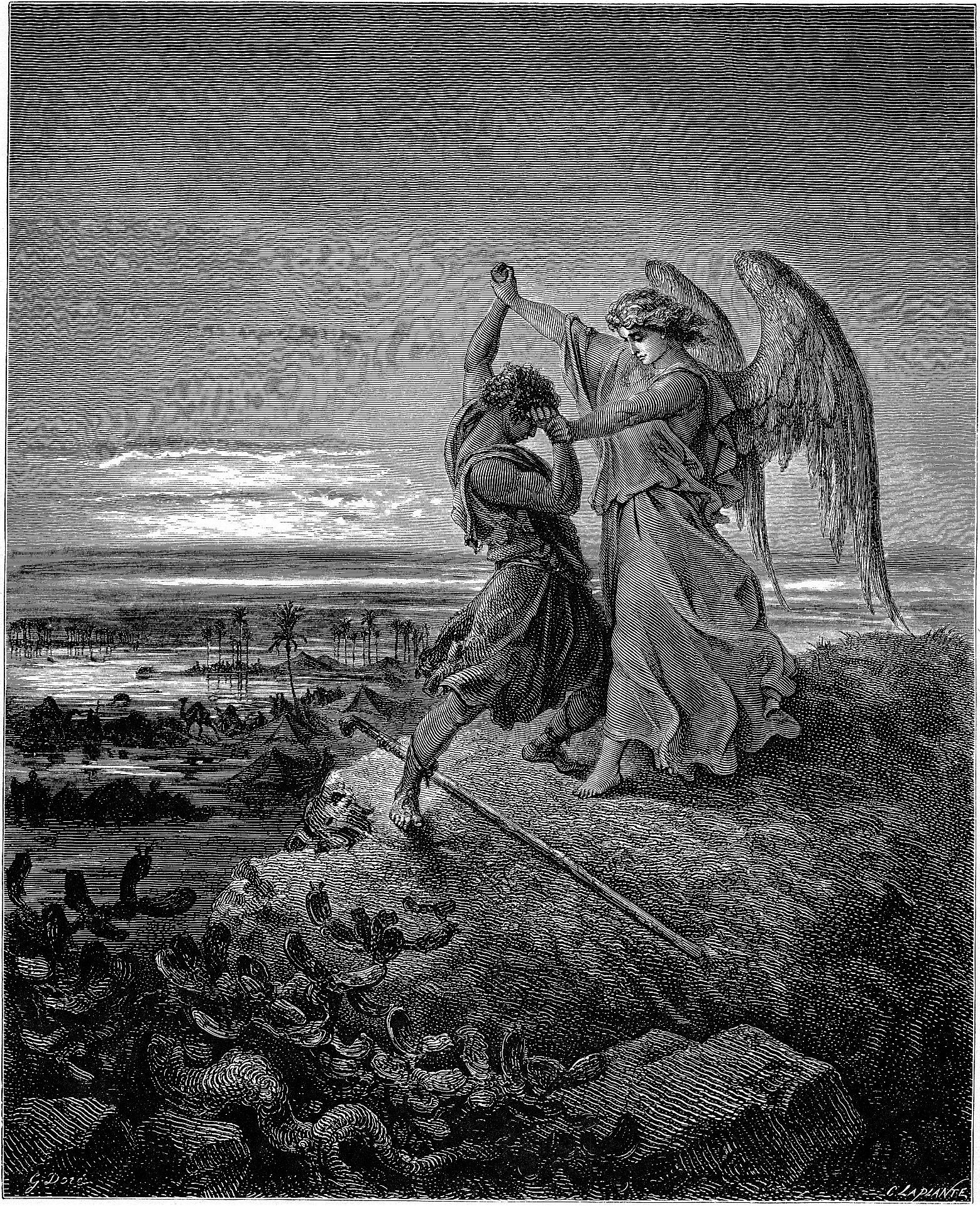
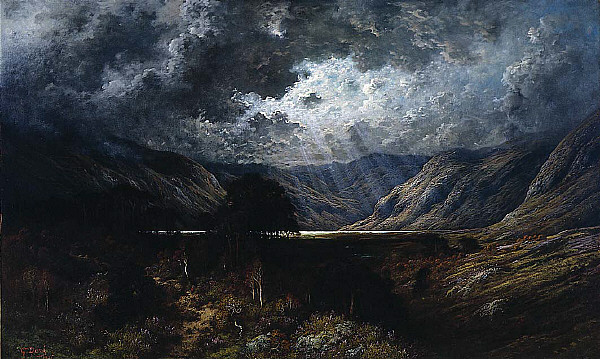
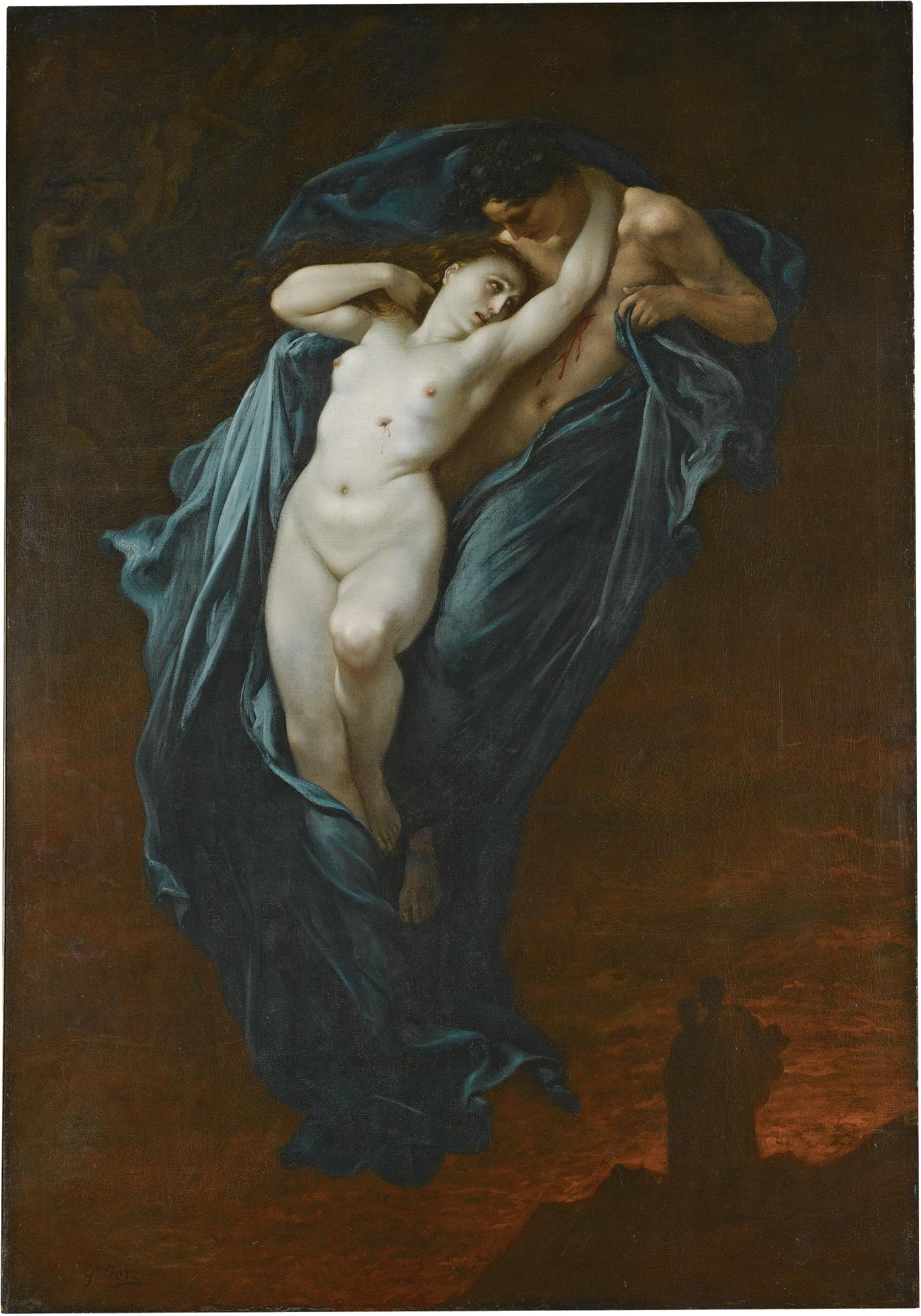
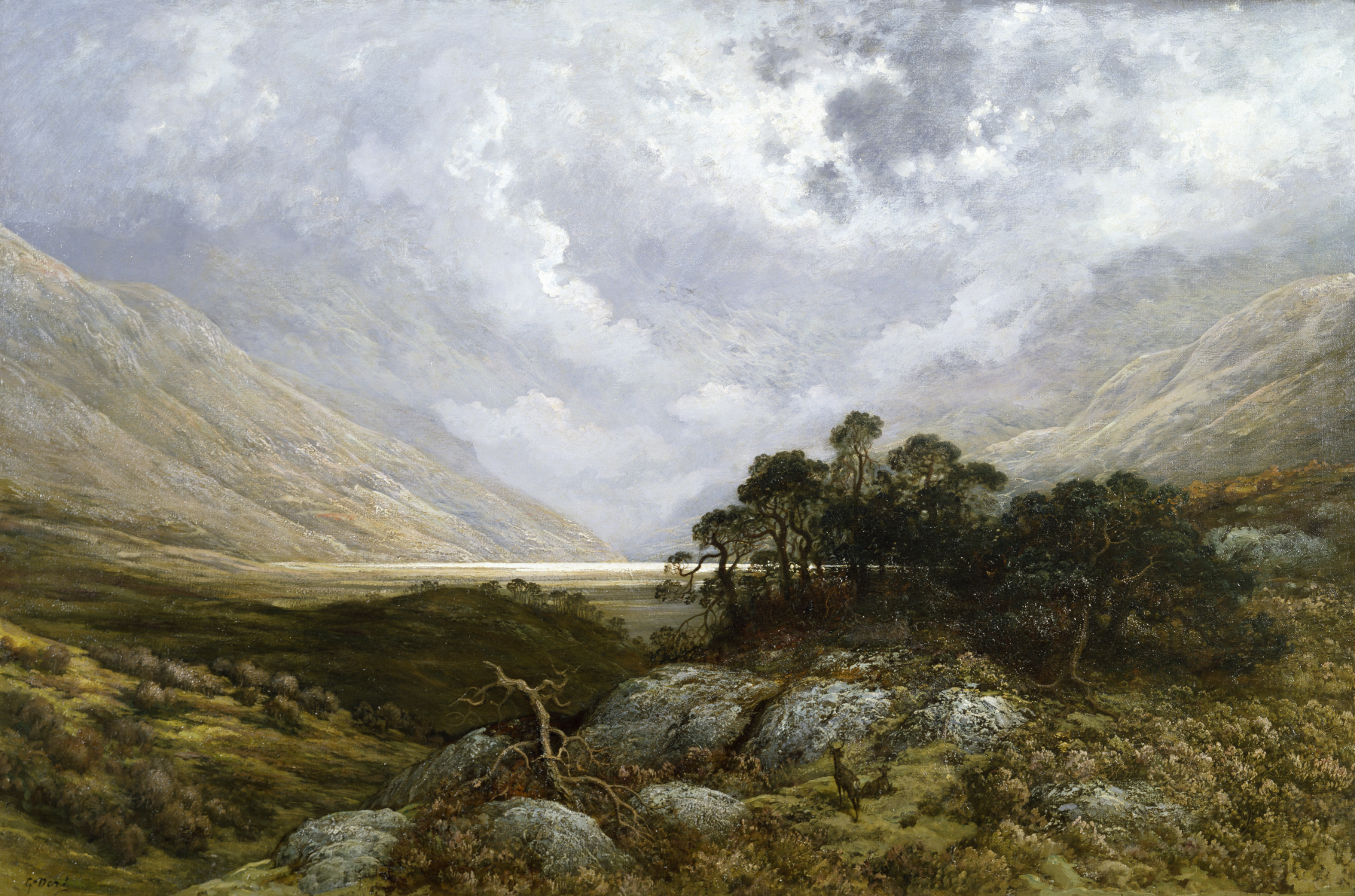
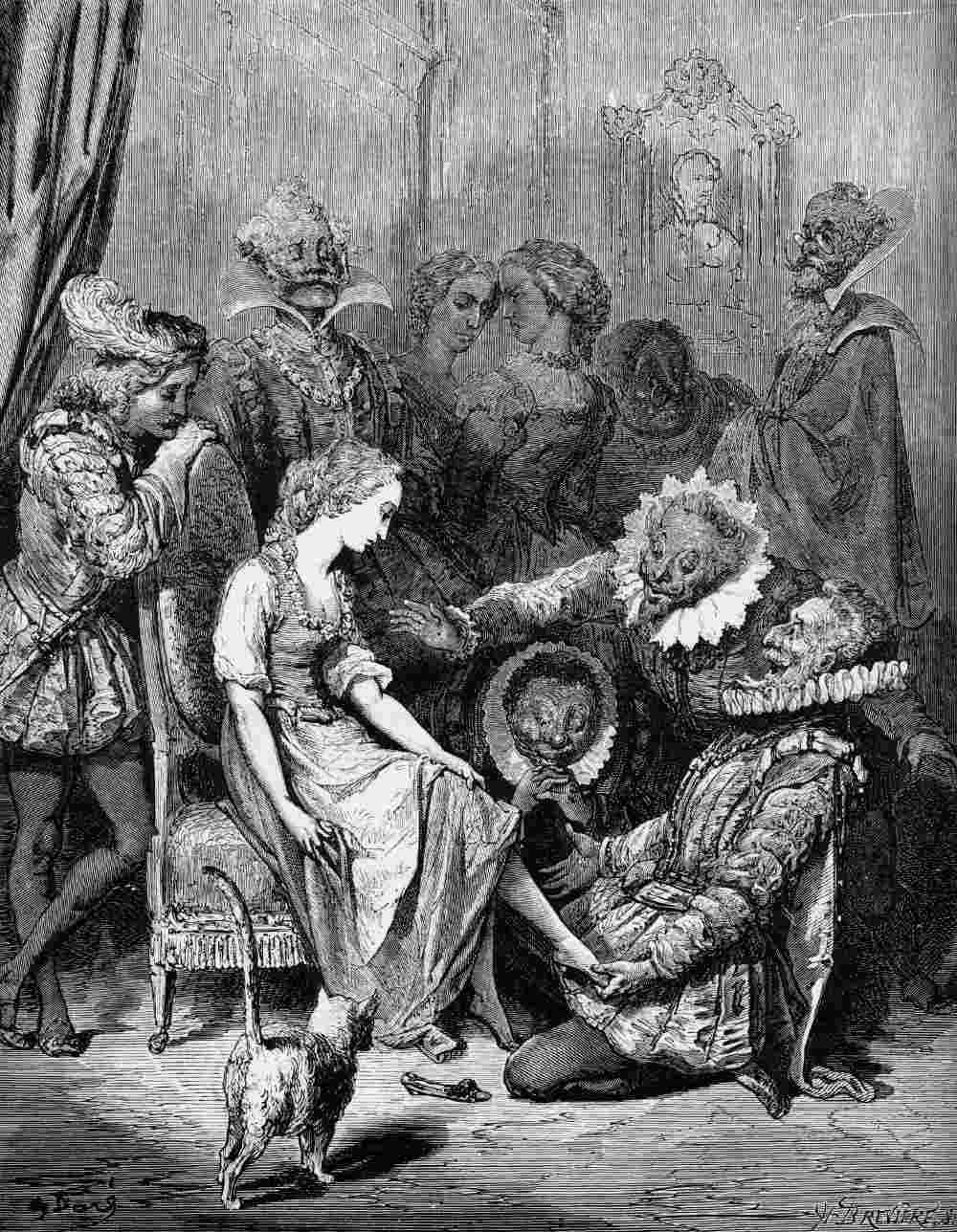
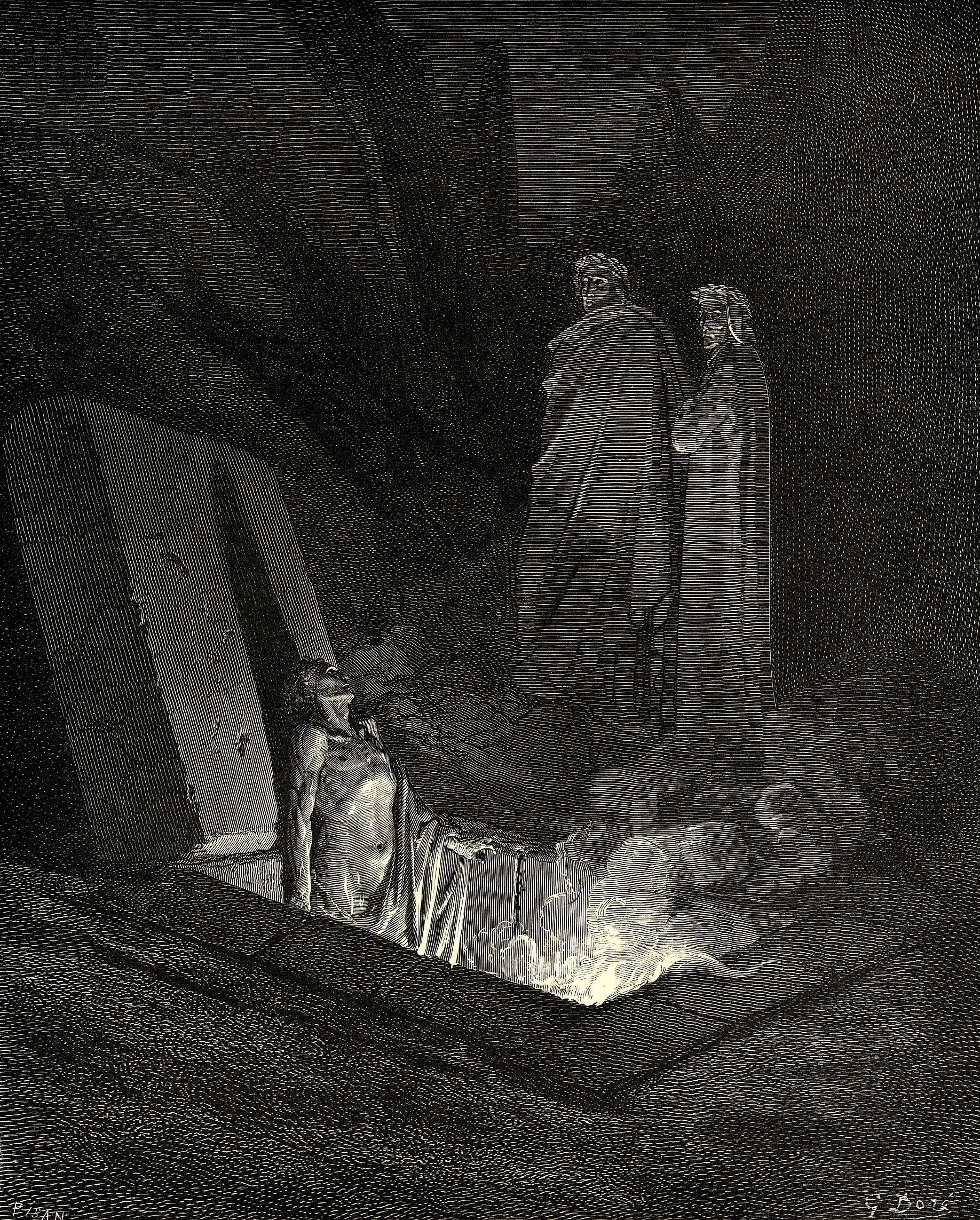
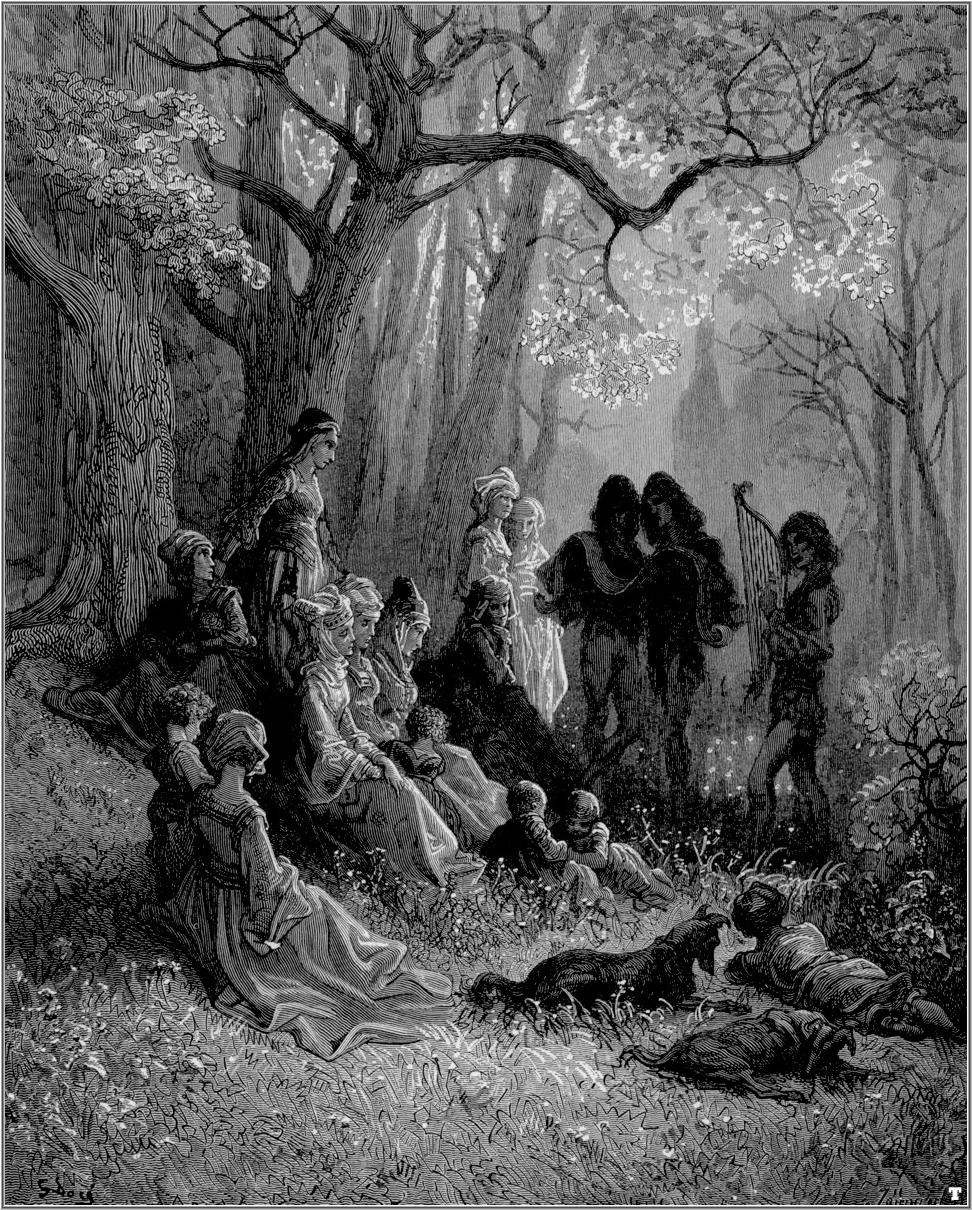
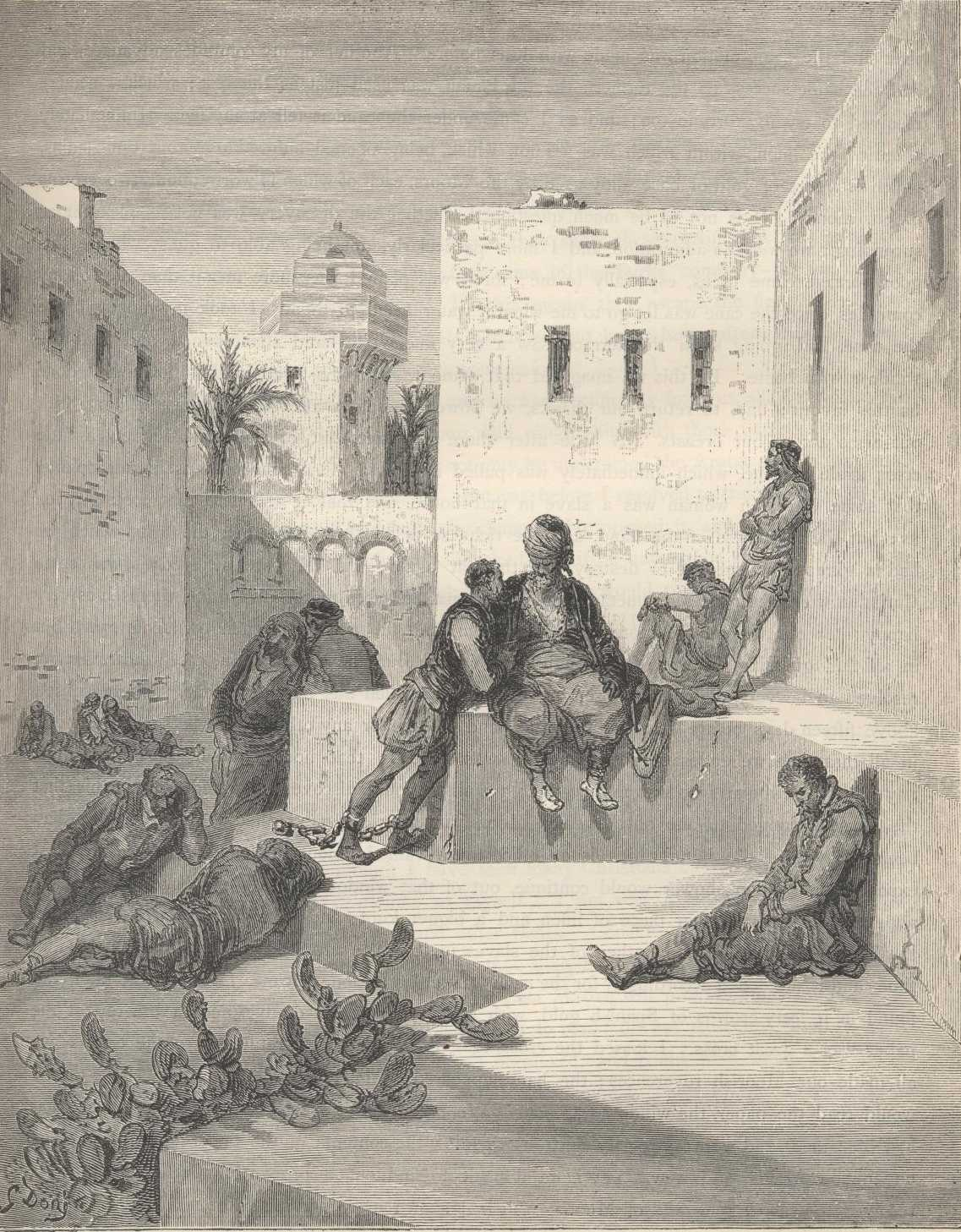
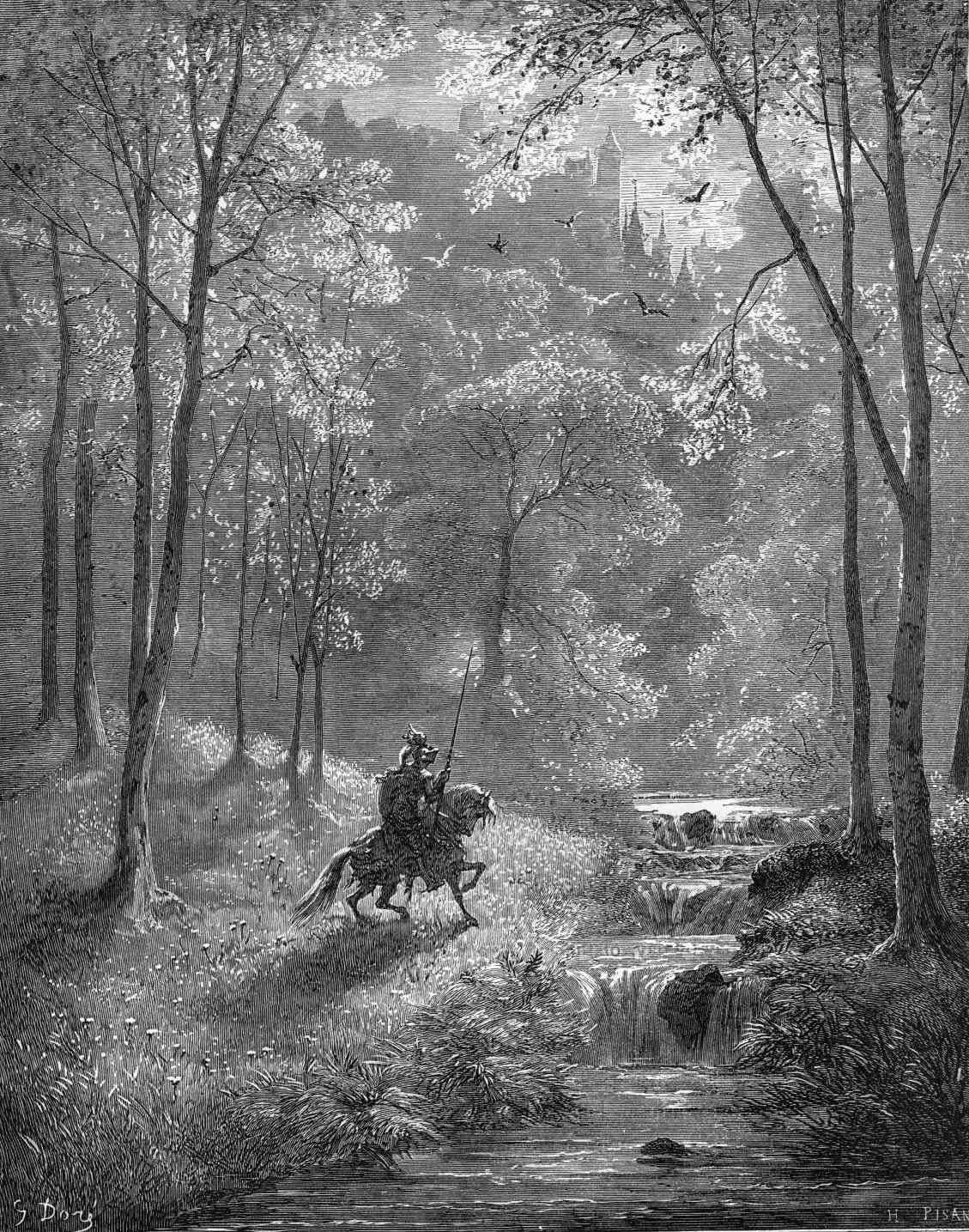
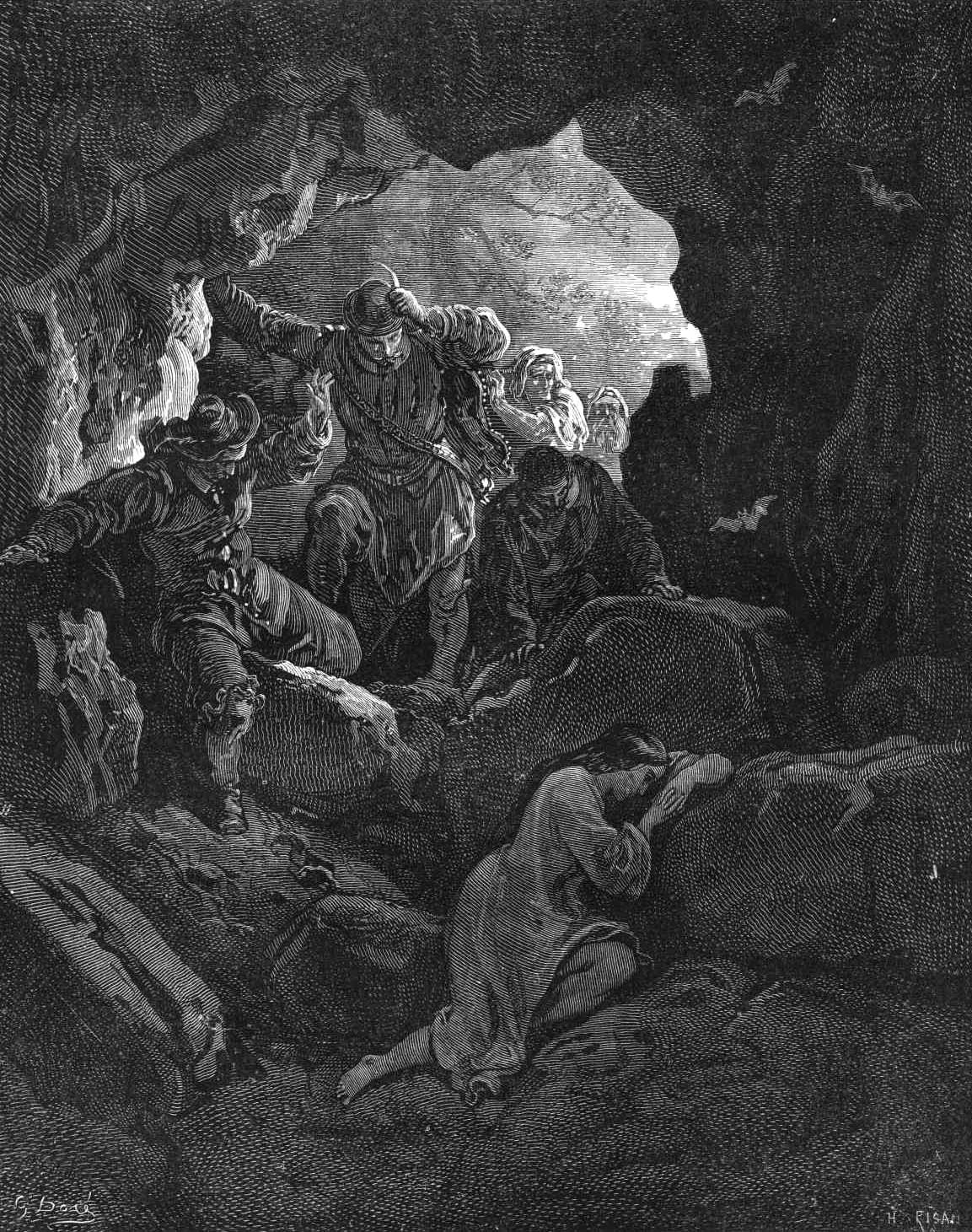
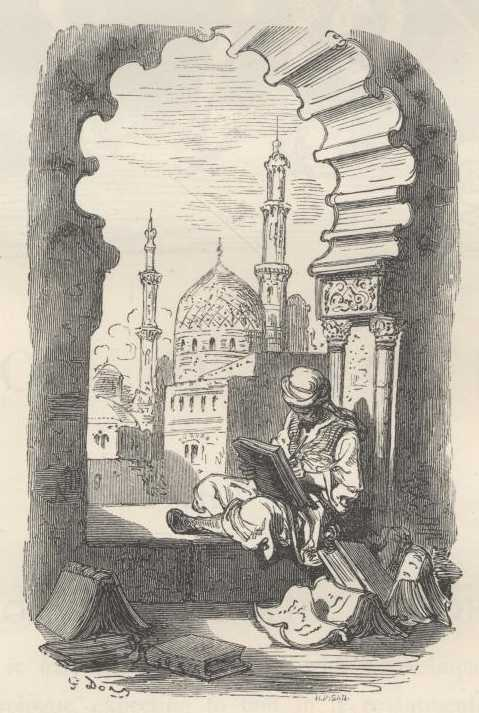
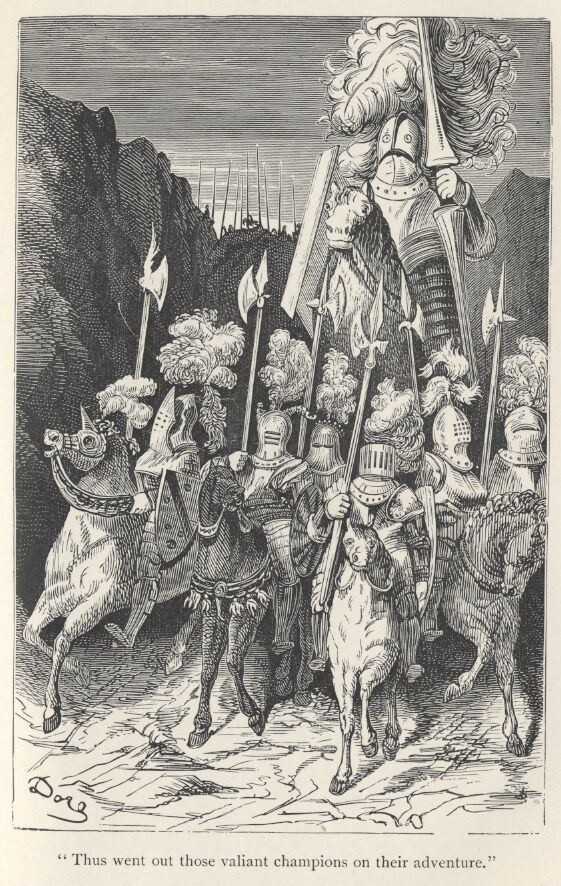
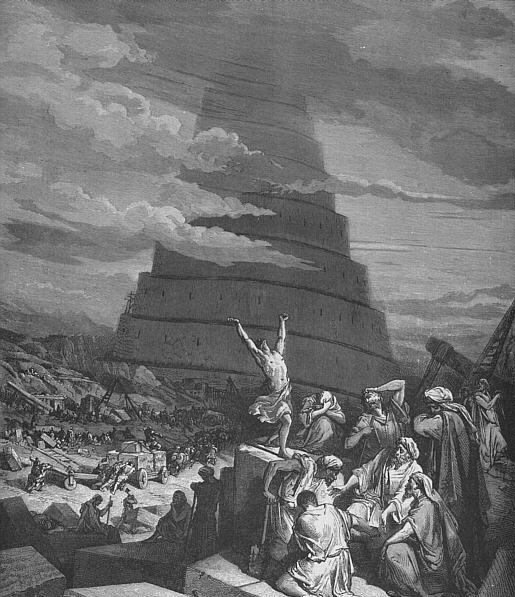
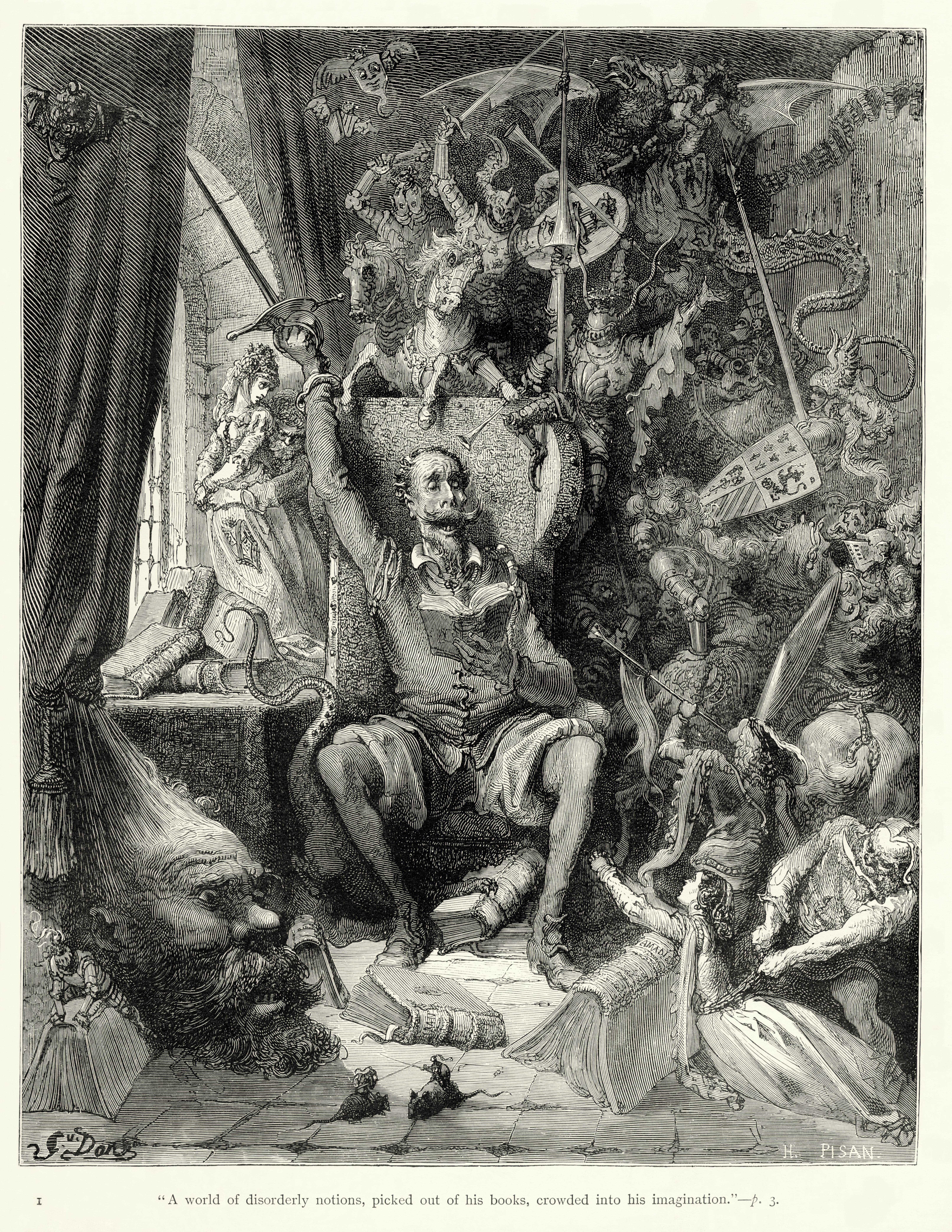